# Pinnaroo
Pinnaroo – miasto w Australii, w stanie Australia Południowa.